# Rýchory (Žacléř)
Osada Rýchory (německy Rehorn) je částí města Žacléř v okrese Trutnov v Královéhradeckém kraji. Tvoří stejnojmenné katastrální území a základní sídelní jednotku.
K Rýchorám patří také luční enkláva Sněžné Domky, Rýchorská bouda a zaniklý Rýchorský dvůr. Na Rýchory navazuje na severu menší osada Vizov, která však už leží na katastrálním území Žacléř.

## Historie
První zmínka pochází z roku 1541.
Stejně jako ostatní horské vsi obec Rýchory velice utrpěla za třicetiletá války. Byla vypleněna nejspíš saskými vojsky roku 1632 a potom spolu se Žacléřem v letech 1635 a 1645 švédskými vojsky a mnoho lidí zemřelo v důsledku hladu a epidemií. I za slezských válek v druhé polovině 18. století byla část obce zpustošena, tentokrát vojsky z Pruska.
V roce 1873 se staly samostatnou obcí. V roce 1890 zde bylo 50 domů a žilo zde 243 německých obyvatel, byla zde jednotřídní škola. V roce 1911 zde žilo 253 obyvatel.
Po válce byly Rýchory stejně jako ostatní obce v regionu postiženy odsunem německého obyvatelstva. Přesto tu podobně jako v Žacléři zůstal relativně velký podíl obyvatel německé národnosti, kteří nebyli vystěhováni (nebo se sem přistěhovali z jiných míst v pohraničí), aby zajistili provoz žacléřských kamenouhelných dolů. Jen zčásti se obec doplnila dosídlením, mnoho domů zaniklo a většina zbylých chalup začala sloužit rekreačním účelům.
Roku 1892 byla na západním konci rýchorského hřebenu, na vyhlídkovém místě vrcholu Kutná postavena Maxova bouda. V roce 1926 byla vedle Maxovy boudy zahájena stavba Rýchorské boudy. Po vystavění nedaleké Rýchorské boudy zájem o Maxovu boudu poklesl a v roce 1955 definitivně zanikla. Zbyla z ní jen kamenná podezdívka, kde byla později zřízena vyhlídková plošina.

## Pamětihodnosti
- Poltzův neboli Rýchorský kříž – barokní kříž z roku 1804 v nadmořské výšce 956 m, který dal jméno rozcestí a horskému sedlu a přilehlé skupině chalup západně od zbytku zástavby Rýchor, je jedním z nejstarších kamenosochařských děl v regionu. Nechal ho vztyčit v roce 1804 podkovář Joseph Poltz poté, co ve Vídni vyhrál soudní spor. Ve střední části soklu je vyobrazena patronka kovářů sv. Barbora s mečem, ve spodní části beránek Boží.[4]
- Röhrichtův kříž – kříž v sedle mezi Mravenečníkem a Žacléřským hřbetem u osady Vizov, nedaleko boudy Hubertus. Nechal jej zřídit na přelomu 19. a 20. století majitel blízkého hospodářství a domu se zvoničkou pak Röhricht, který každý den ráno, v poledne a večer zvonil klekání, takže se kříži také říkalo Zvoníkův kříž. Od kříže se nabízí krásný pohled k severu na vodní nádrž Bukówku. Místo bylo vždy vystaveno rozmarům počasí, kterým kříž několikrát podlehl.[4]
- Andersův kříž – kříž u cesty v údolí na dolním konci Rýchor, zbudovaný v roce 1891. Na čelní stěně soklu je zobrazena Panna Maria. Upomíná na rýchorského občana pana Wilhelma Anderse, který hospodařil v nedaleké chalupě čp. 3. Byl bezdětný a ve své poslední vůli vyslovil přání, aby jeho naspořené peníze byly využity na postavení kříže. Zhotovením byl pověřen kamenosochař Eduard Schnabela ze Dvora Králové.[4]

## Galerie

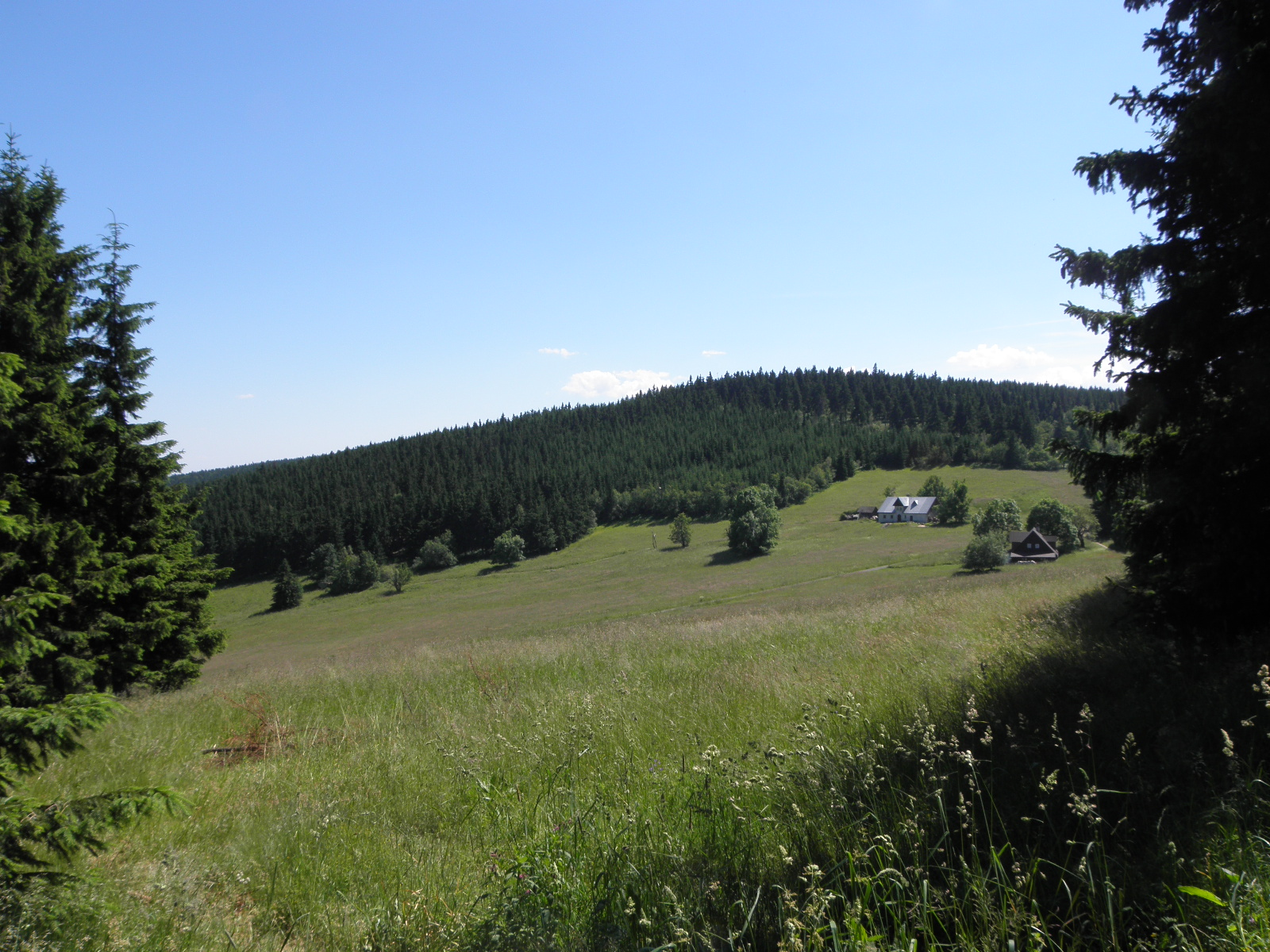
Sedlo Rýchorský kříž s horní částí osídlení Rýchor
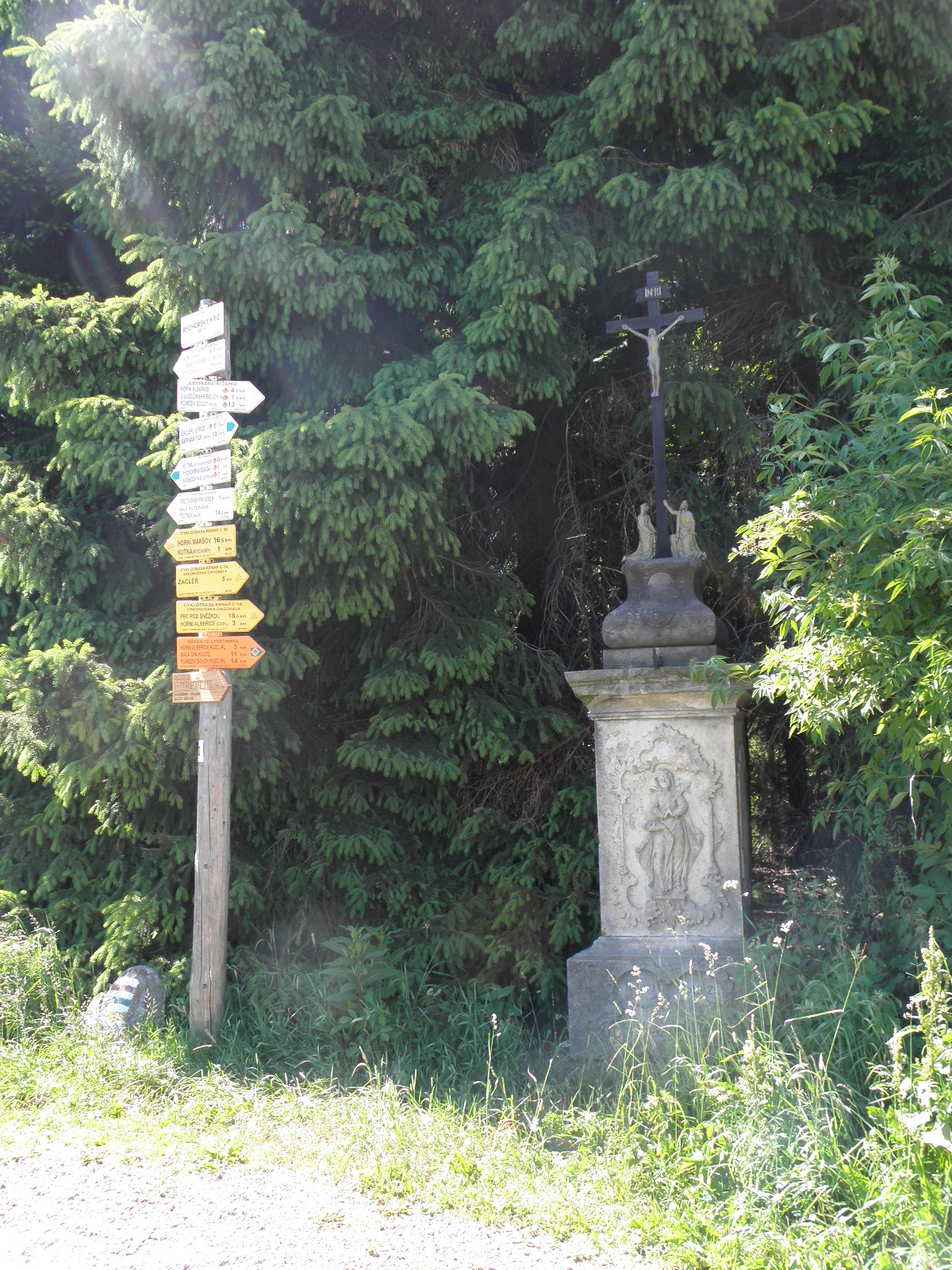
barokní Rýchorský kříž
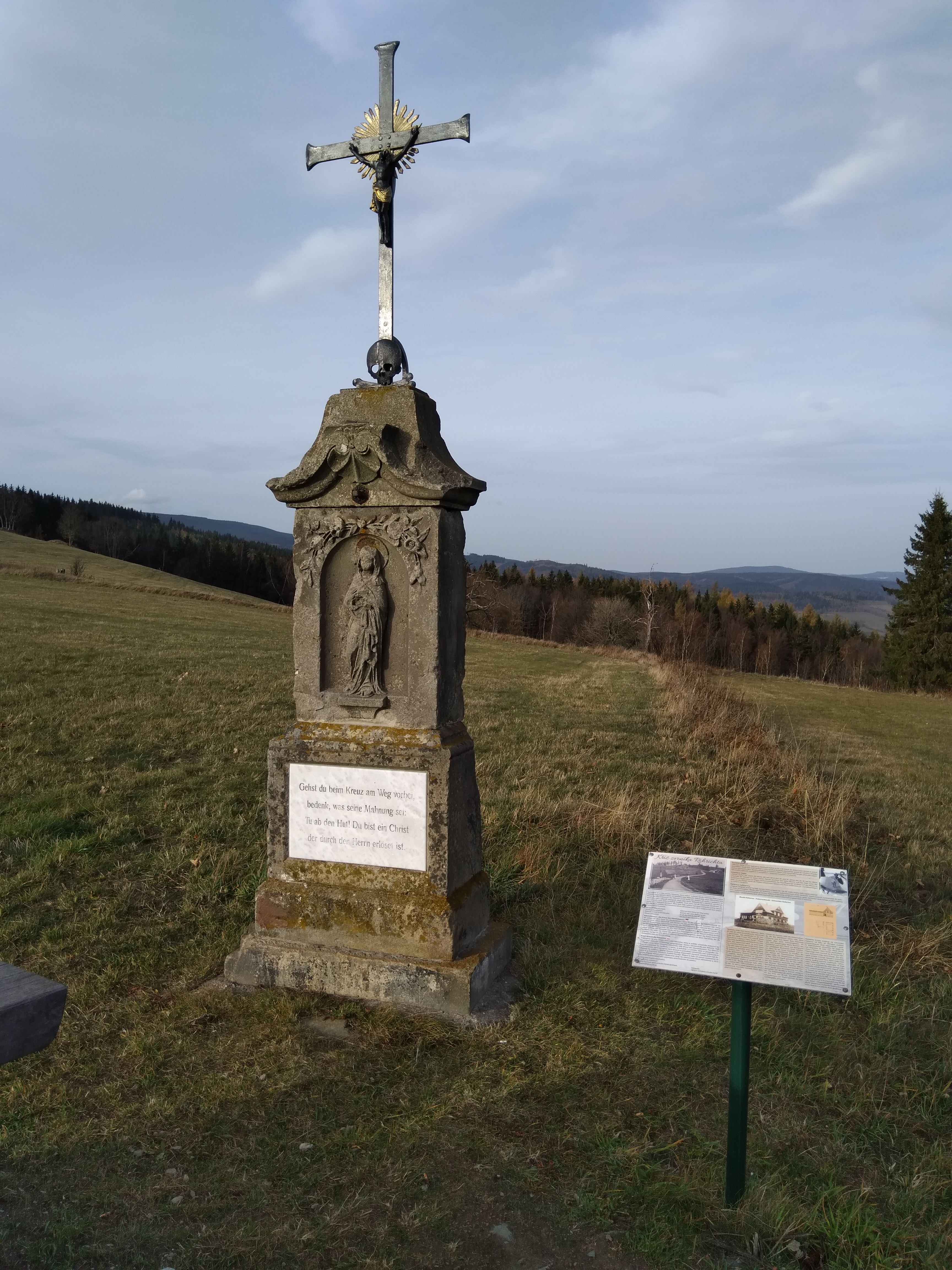
Röhrichtův kříž
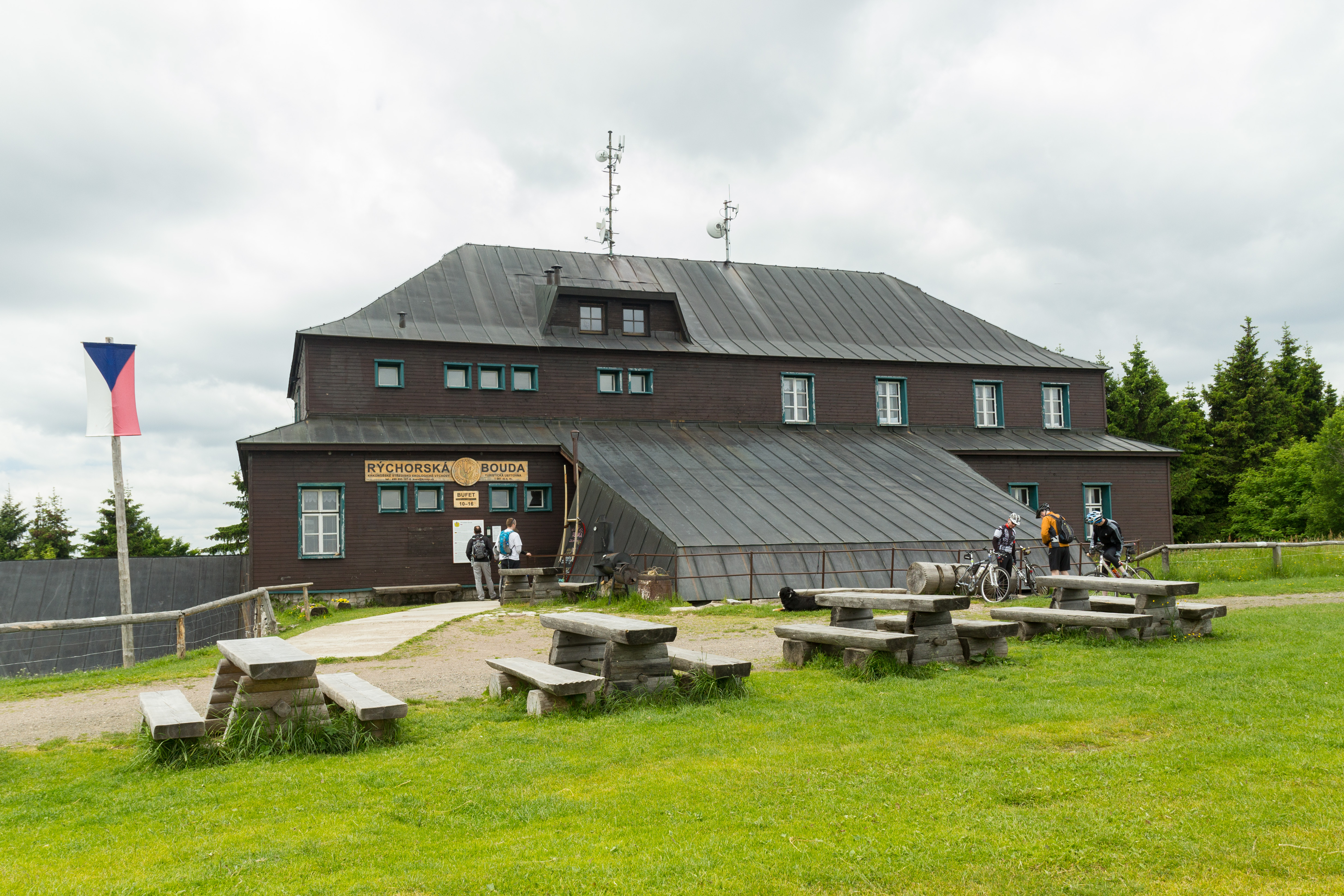
Rýchorská bouda
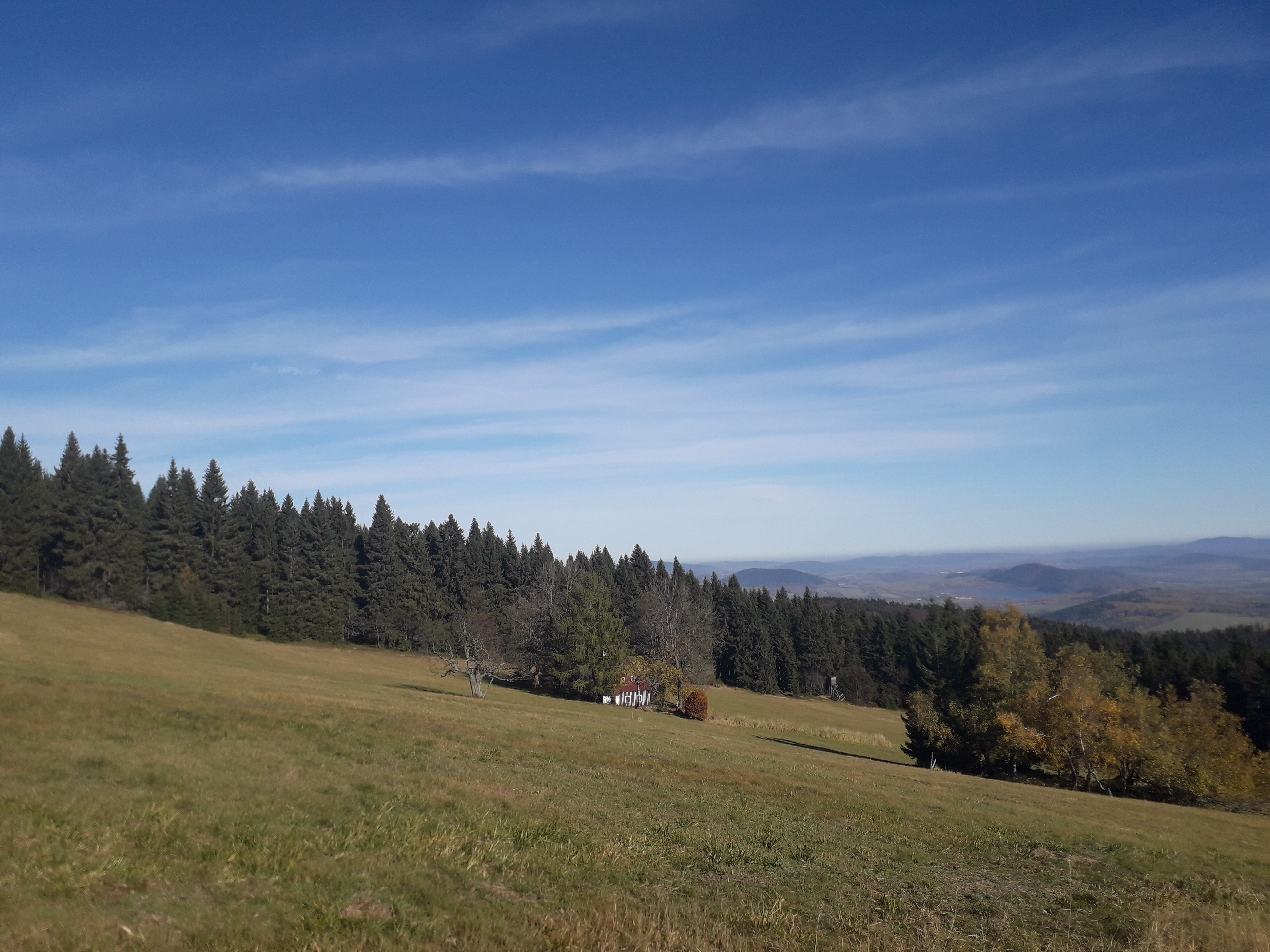
Sněžné Domky